# Hajós Károly (orvos)
Hajós Károly, 1908-ig Hartstein (Nyíregyháza, 1891. március 29. – Budapest, 1976. december 10.) belgyógyász, allergológus, az orvostudományok kandidátusa (1952), az orvostudományok doktora (1957), Hajós Erzsébet Mária (1900–1982) művészettörténész bátyja.

## Élete
Hartstein Sándor (1860–1920) ügyvéd és Rosenblüth Gizella (Gittel) (1868–1904) gyermekeként született zsidó családban. A Nyíregyházi Evangélikus Főgimnáziumban érettségizett. Tanulmányait a Budapesti Tudományegyetemen folytatta, ahol 1913 októberében avatták orvosdoktorrá. Két szemesztert Berlinben, egy trimesztert pedig Párizsban töltött. Külföldi évei alatt a Berlini Egyetemen Ernst Bumm professzor mellett, a Moabit Kórház Belgyógyászati osztályán Georg Klemperer professzor mellett volt gyakornok. Az első világháború idején katonai szolgálatot teljesített és több kitüntetésben részesült. 1919. január elejétől a Korányi Sándor vezetésével működő budapesti III. számú Belgyógyászati Klinikán dolgozott gyakornokként, 1927 és 1930 között tanársegéd volt. Időközben (1927) letette a belgyógyász szakorvosi vizsgát. 1929-ben a Vegetatív rendszer klinikája című tárgykörből magántanári képesítést nyert, s ettől kezdve a Pázmány Péter Tudományegyetem magántanára lett. 1931–1932-ben átvette az Apponyi Poliklinika endokrinológiai rendelésének vezetését. 1932-ben a Poliklinika I. számú Belgyógyászati osztályának főorvosa lett, később a Poliklinika helyettes igazgatójává nevezték ki. 1939 és 1959 között a Fővárosi Korányi Kórház, illetve a budapesti Szövetség Utcai Kórház Belgyógyászati Osztályának osztályvezető főorvosaként dolgozott. 1946 és 1950 között a Pázmány Péter Tudományegyetemen az allergológia nyilvános rendkívüli tanára volt. 1952-ben megszerezte az orvostudományok kandidátusa fokozatot.
1959-től 1968-ig, nyugdíjba vonulásáig az Országos Reuma- és Fizioterápiás Intézet (ORFI) allergológiai osztályának vezetőjeként működött. Számos hazai és külföldi társaság tagja, a Belgyógyász Szakcsoport Allergológiai Szekciójának (1946–56), majd a Belgyógyász Szakcsoportnak (1956-tól) elnöke, a Magyar Allergológiai Társaság (1967-től) örökös elnöke volt. Jelentősek bakteriológiai, endokrinológiai és szerológiai kutatásai.
Munkássága az allergológia területén úttörő jellegű, főleg a tüdőasztma-kutatásban nemzetközi hírű. Mintegy kétszázötven közleménye jelent meg, több könyve, illetve könyvfejezete.
A Farkasréti temetőben nyugszik.

## Családja
Felesége Brassován Szmilya orvos volt, akit 1920. május 2-án Budapesten, a Józsefvárosban vett nőül. Leánya Hajós Mária (1921–?) orvos, belgyógyász, allergológus, kandidátus.

## Tisztségei
- Magyar Belgyógyász Szakcsoport Allergológiai Szekciójának alapító elnöke (1946–1956)
- Belgyógyász Szakcsoport elnöke (1956–1967)
- Magyar Allergológiai Társaság alapító elnöke, majd örökös tiszteletbeli elnöke (1967–1976)

## Művei
- Über den Einfluss der Röntgenbestrahlung auf den anaphylaktischen Schock, zugleich eine Erklärung der Röntgenbehandlung des Asthma bronchiale (Zeitschrift für die gesamte experimentelle Medizin, 1923)
- Untersuchungen über die Natur der bakteriolytischen Substanz (Zeitschrift für Immunitätsforschug, 1923)
- Untersuchungen über stomachale und rectale Sensibilisierung (Zeitschrift für klinische Medizin, 1924)
- Beiträge zur Pathogenese des Asthma bronchiale. 1–2. Enyedi Zoltánnal. (Zeitschrift für die gesamte experimentelle Medizin, 1925)
- A mellékpajzsmirigyre vonatkozó kutatások gyakorlati eredményeiről (Orvosképzés, 1931)
- A vegetatív idegrendszer megbetegedései (A gyakorló orvos könyvtára. Budapest, 1931)
- Az allergiás megbetegedések. Fenyvessy Bélával, Lehner Imrével. (A Magyar Dermatológiai Társaság Nagygyűlése. Budapest, 1932)
- A belsősecretios betegségek. Monográfia. (A Magyar Orvosi Könyvkiadó Társulat Könyvtára. 144. Budapest, 1935)
- Allergiás betegségek (Búvár, 1936)
- A hyperthyreosisok kezelésének módjai (Orvosképzés, 1937)
- Az emésztőszervek allergiás betegségei (Orvosi Hetilap, 1940, 27.)
- Az allergiás megbetegedések gyógyulási lehetőségei (A Gyógyászat Tudományos Közleményei, 1941)
- Az allergia tanának hatása egyes betegségek keletkezésének és lefolyásának megítélésére (Orvosképzés, 1943)
- Asthmás betegek kezelési módszerei a Gróf Apponyi Poliklinika I. Belosztályán (Gyógyászati Közlemények, 1943)
- Asthma, ekzema és rokon kórképek az allergia tanának tükrében. Monográfia. Rajka Ödönnel. (Budapest, 1944)
- Az asthma bronchiale psychosomaticus vonatkozásai (Orvosi Hetilap, 1948., 5.)
- Belső secretio és allergia (Orvosi Hetilap, 1949, 1.)
- Az allergiás betegségek klinikája. 1–2. (Orvosi Hetilap, 1950, 7–8.)
- A légzőszervi allergiás betegségek kezeléséről (Orvosi Hetilap, 1950, 13.)
- A környezet befolyása az allergiás betegségek keletkezésére (Orvosi Hetilap, 1950, 32.)
- A histamin-azoprotein alkalmazása a belgyógyászati therapiában. Hajós Máriával. (Orvosi Hetilap, 1950., 33.)
- Allergia és az acut rheumás betegségek (Orvosi Hetilap, 1951, 1.)
- Menstruáció és allergia (Orvosi Hetilap, 1951, 48.)
- Gombaérzékenység vizsgálata allergiás – asthmás – betegeken. Pető Magdával, Pogány Istvánnal. (Orvosi Hetilap, 1952, 36.)
- A nehézlégzés (A gyakorló orvos könyvtára. Budapest, 1954)
- Az allergia tanának jelentősége az orvosi kutatásokban (Orvosi Hetilap, 1956, 15.)
- Vizsgálatok az asthma bronchiale keletkezéséről és gyógyításáról. Doktori disszertáció. (Budapest, 1956)
- Asthma bronchiale és tuberculosis. Hajós Máriával. (Orvosi Hetilap, 1958., 4.)
- Asthma bronchiale és foglalkozás (Tuberkulózis, 1958)
- Allergischen Erkrankungen der Atmungsorgane (Allergie und allergische Erkrankungen. Budapest, 1959)
- A légzőszervi allergiás betegségek kezelése (Orvosi Hetilap, 1959. 29.)
- Allergiás légzőszervi betegségek kezelése endogen allergenekkel (Rheumatologia, Balneologia, Allergológia, 1960)
- Allergiás betegségek (A gyakorló orvos könyvtára. Budapest, 1961)
- Az öregkori asthma bronchiale. Hajós Máriával, Sárosi Gizellával. (Rheumatologia, Balneologia, Allergológia, 1962)
- Szteroidok alkalmazása a belgyógyászatban (A Korányi Sándor Társaság tudományos ülései. III. Szteroidok a klinikumban. Szerk. Rajka Ödön, Zoltán Imre. Budapest, 1965)
- A légzőszervi betegségek barlangtherápiája. Ágoston Bélával. Biró Zsigmonddal, Kirchknopf Mártonnal és Vadász Gyulával. (Orvosi Hetilap, 1968, 12.)
- Staphylococcusok penicillin készítményekkel szembeni érzékenysége. Dunai Kovács Lajossal, Juhász Pállal. (Orvosi Hetilap, 1969, 9.)

## Díjai, elismerései
- Balassa János-díj (1947)
- Kiváló orvos (1959)
- Munka Érdemrend arany fokozata (1967)[9]

## Emlékezete
- Hajós Károly-emlékérem